# 조류공포증
《조류공포증》는 매주 월요일 조눈, 리도가 다음 웹툰에서 연재하는 웹툰이다.